# Sorhoanus assimilis
Sorhoanus assimilis är en insektsart som beskrevs av Carl Fredrik Fallén 1806. Sorhoanus assimilis ingår i släktet Sorhoanus och familjen dvärgstritar. Arten är reproducerande i Sverige. Inga underarter finns listade i Catalogue of Life.